# ニュースで英会話
ニュースで英会話（ニュースでえいかいわ）は、NHK教育テレビジョンが2009年度に放送を開始した語学教育番組である。CEFRで、B2と位置づけられる。 ラジオ版の“ワンポイント・ニュースで英会話”についても述べる。

## 概要
この番組は、従来の語学番組とまったく異なるタイプの番組である。NHKでは、2009年2月2日からテレビ国際放送「NHKワールドTV」を刷新し、外国に向けて日本を発信する英語放送に転換した。この番組は、「NHKワールドTV」で毎正時に放送されるニュース番組『NHK NEWSLINE』の最新ニュースを教材とし、そこから役に立つ表現を学ぼうという、“鮮度”を売りとした講座である。このため、事前印刷テキスト教材は一切存在しない。また、放送も、朝が本放送で、再放送も当日の昼と夜だけで、後日再放送は一切行われない。これも、従来の講座に無い特徴である。ただ、見逃した場合の学習ができない、復習ができないといった要望に応えるため、2009年6月から、放送終了後に内容をまとめた“事後テキスト”が出版されるようになった。
2011年度はNHK全体の編成見直しによる事情から再放送が1日遅れとなり、ワンポイントが12セグデジタルでも放送されるようになった。2012年度では本放送・再放送の時間が同一日に戻り、スタジオセットを一新した。オープニングと各コーナータイトルもアニメーションになり出演者6名の似顔絵デフォルメキャラが登場するようになった。

## 放送時間
すべて教育テレビジョンでの放送。
2009年度
木曜日 6:40 - 7:00、12:30 - 12:50、23:10 - 23:30（すべて同一）
2010年度
木曜日 13:30 - 13:50、23:10 - 23:30（すべて同一）
2011年度
木曜日 6:00 - 6:20、金曜日 23:20 - 23:40（同一週）
2012年度
木曜日 6:00 - 6:20、22:00 - 22:20（すべて同一）
2013年度・2014年度
木曜日 6:00 - 6:20、22:00 - 22:20、土曜日 5:00 - 5:20（同一週）
2015年度
- （本編）
木曜日 22:00 - 22:20、土曜日 6:00 - 6:20（以上同一週）、月曜日 10:30 - 10:50（翌週）

- （ニュースで英会話プラス）

- 木曜日 22:20 - 22:25、土曜日 6:20 - 6:25（以上同一週）、月曜日 10:50 - 10:55（翌週）

2016年度・2017年度
木曜日 23:25 - 23:50、金曜日 10:25 - 10:50、土曜日 6:00 - 6:25 （同一週）
（放送時間は5分増加 ／ 「ニュースで英会話プラス」は終了）

## 出演者
- 鳥飼玖美子（講師[1]）
- 井上逸兵（講師、2017年度）
- 楠紗友里（キャスター　元福井放送アナウンサー、2017年度）
- Gary Scott Fine（ゲーリー・スコット・ファイン）
- Paul Nolasco（ポール・ノラスコ）
- Lucy Birmingham（ルーシー・バーミンガム）
- 岡部徹[1]（NHK解説委員、番組監修）
元NHK外報記者で、ワシントン特派員などを歴任した（2012年8月29日放送分のみ刈屋富士雄〔解説委員〕が担当）。
- 嶋津八生（NHK解説委員、番組監修）
- デーモン閣下（月1回の出演）

### 過去の出演者
- 伊藤サム[1]（英字新聞回担当講師、番組開始～2016年度）
- Joseph Shaules（ジョセフ・ショールズ[1]）（異文化教育研究所長。2015年度『ニュースで英会話プラス』）
- Jason Hatchell（ジェイソン・ハッチェル、2009 - 11年度）
- 山内木の実（キャスター、2009年度）
- 中川倫子（キャスター、2010 - 12年度）
- 石井麻貴（キャスター、2013年度）（2014年3月6日・3月20日放送分のみ寺門亜衣子が担当）
- サヘル・ローズ（キャスター、2013年度）
- 吉竹史[1]（キャスター　元毎日放送アナウンサー、2014年度 - 2016年度。2015年度の『ニュースで英会話プラス』のキャスターも担当した）
- 松坂ヒロシ（早稲田大学教授。2015年度『ニュースで英会話プラス』）

## ワンポイント・ニュースで英会話
ラジオ第2放送では、5分間番組『ワンポイント・ニュースで英会話』が放送される。またこの番組はデジタル教育テレビの「ワンセグ2」ベースで作られており、同系統でも放送されたが、2012年3月でワンセグ2の放送が打ち切りとなった（ラジオ第2放送は2012年4月以降も継続）。
放送時間
デイリー
ラジオ第2：月曜日 - 金曜日 13:45 - 13:50／15:10 - 15:15／23:15 - 23:20
デジタル教育ワンセグ2：火曜日 - 土曜日 0:15 - 0:20（前日深夜）
1週間分再放送
ラジオ第2：土曜日 8:15 - 8:40
デジタル教育ワンセグ2：土曜日 13:35 - 14:00
デジタル教育第3チャンネル：日曜日 10:01 - 10:26
2011年度はデジタル12セグでも火曜日から土曜日までの1:00 - 1:05（前日深夜）に放送される。また、BS1でも14:30 - 14:35に放送される。
出演者
- 大川久[注 1]（2009年度 - 2014年度）
早稲田大学政経学部非常勤講師。NHK正職員としてNHKワールド・ラジオ日本のアナウンサーを務め、英語放送番組でのニュース、日本語放送番組でのテレビ版海外安全情報やおしらせなどを担当した。
- 伊藤サム[注 1]（2009年度 - 2016年度）
以前は英字新聞を取り上げた番組（概ね第2・3週。第3週は再放送）に出演したが、現在[いつ?]は大川とほぼ交互に登場し、英字新聞ではなく大川と同じく国際放送で取り上げたニュースを題材にした講義を行う。
- 鳥飼玖美子（2015年度 - ）
- 高松珠子（2016年度 - ）
- 亀井佐代子（スキット読み）

## 特別番組
ケータイで挑戦!　ニュースで英会話　夏スペシャル
NHK教育テレビジョン - 2009年8月7日（金曜日） 22:30 - 23:44
ケータイ連動の双方向型・全国一斉テストを生放送した。
ケータイで挑戦!　ニュースで英会話　年末スペシャル
NHK教育テレビジョン - 2010年12月19日（日曜日） 22:00 - 23:15
ケータイ連動の双方向型・全国一斉テストを生放送した。